# Vastitas Borealis

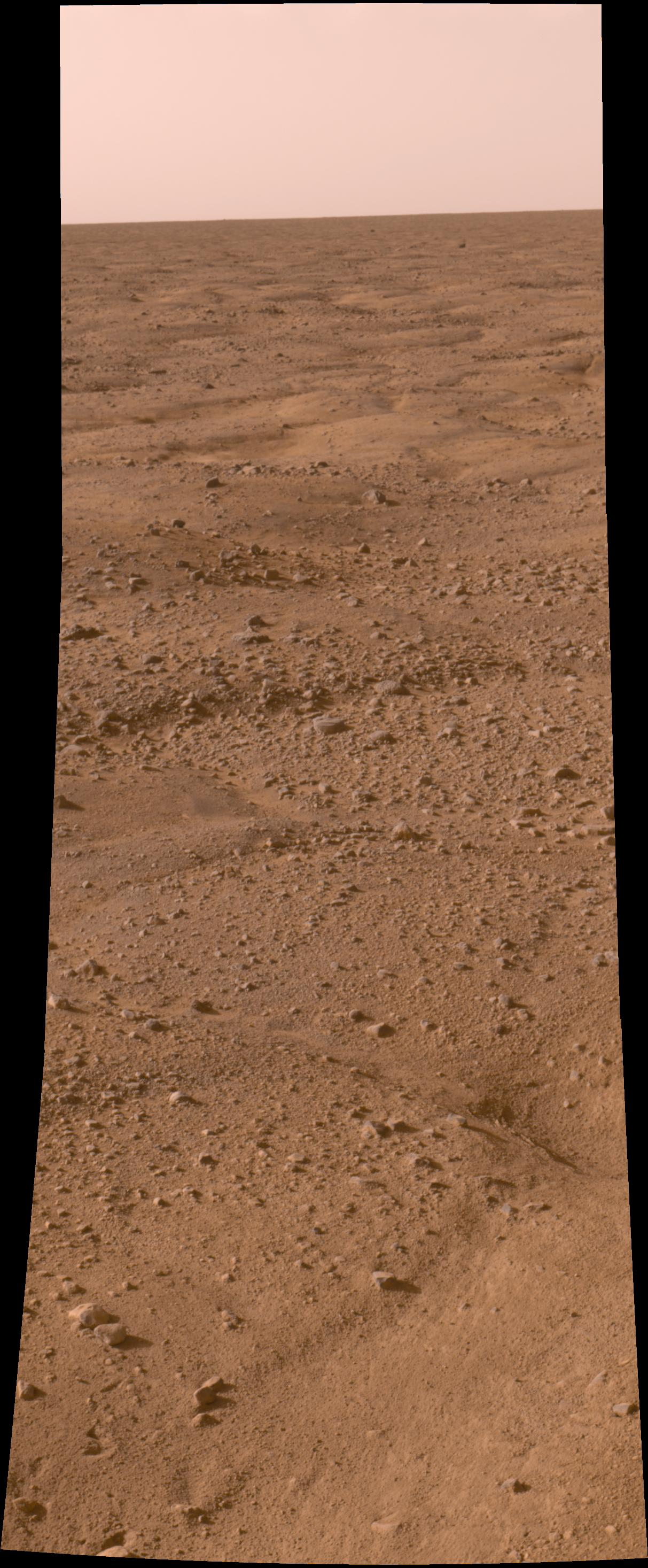
Vastitas Borealis, photographiée par la sonde Phoenix en 2008. Les motifs polygonaux sont liés au pergélisol.

Vastitas Borealis est une région sans relief et très étendue de la planète Mars au sein de laquelle se trouve la calotte polaire nord. Il s'agit de terrains récents très peu cratérisés situés à une altitude de 4 000 à 5 000 m sous le niveau de référence martien et s'étendant sur environ 4 300 km autour d'une position moyenne située par 67,3° N et 180° E. Elle couvre les plaines d'Arcadia, d'Amazonis, d'Acidalia et d'Utopia. La région serait constituée de deux bassins d'impact distincts, le plus petit étant celui d'Utopia Planitia tandis que le plus grand, le Bassin boréal, couvrirait les trois autres plaines et se prolongerait géologiquement sous le dôme de Tharsis et Solis Planum.
Grâce à sa caméra stéréoscopique à haute résolution (HRSC), la sonde Mars Express de l'Agence spatiale européenne y a pris le cliché d'un cratère qui témoigne de la présence de glace d'eau au fond d'un cratère polaire.
Le 25 mai 2008 (début de l’été martien), la sonde Phoenix s’est posée dans Vastitas Borealis par 68,219° N et 234,251° E.